# جون بايلي
جون بايلي (بالإنجليزية: John Bayley)‏ (17 مايو 1794 - 7 نوفمبر 1874) هو لاعب كريكت بريطاني (وحمل سابقاً جنسية المملكة المتحدة لبريطانيا العظمى وأيرلندا ومملكة بريطانيا العظمى).